# Пітер Бішоп
Пітер Бішоп (англ. Peter Bishop) — один із головних персонажів американського телесеріалу Межа, прийомний син Волтера Бішопа, син Волтернейта. Загадковість Пітера простежується протягом усього телесеріалу. Має дуже високий IQ — 190. Працює у ФБР спеціальним помічником-консультантом, допомагає у розслідуваннях Олівії Данем. Є частиною пристрою творення і руйнування. Виконавець ролі — Джошуа Картер Джексон.

## Дитинство
Пітер родом з паралельної реальності, його батьки — Волтернейт і Елізабет. Так само як і Пітер нашої реальності, Пітер з паралельної реальності у дитинстві страждав від невиліковної хвороби. Волтер, використовуючи свій винахід — вікно за спостереженням за паралельним всесвітом — виявив, що його двійник знайшов засіб для лікування хвороби, але не помітив цьог, тому що його відволік Спостерігач. Волтер перетнув кордон між світами, забрав Пітера з альтернативного всесвіту до себе, щоби вилікувати, але після того, як він видужав, Волтер тому й не зміг повернути його назад. Під час переходу з паралельного всесвіту лід, на якому стояли Волтер і Пітер, проломився, і вони почали тонути. Вони були врятовані Спостерігачем.
Смерть сина Волтера була майже непомітною для оточуючих через те, що Пітер з нашої реальності часто хворів, у нього не було друзів. На його похоронах були Волтер, Елізабет, Ніна Шарп і Карла Воррен (асистентка Волтера). Про викрадення Пітера з іншої реальності окрім них теж ніхто не знав. А всі інші не помітили підміни.
Спочатку Пітер знав, що його викрали, і не вірив, що Волтер і Елізабет з нашого всесвіту, його батьки. Хоч і розуміючи, що це нісенітниця, він думав, що його викрали з іншого світу, який перебуває на дні озера Рейден. Одного разу Пітер навіть спробував втопити себе, бо думав, що за допомогою цього він зможе повернутися додому. Волтер й Елізабет запевняли хлопчика, що той довго хворів, і через це його спогади переплутались, саме вони є його справжніми батьками. Пітер звинувачував в усьому Волтера. Він думав, що Елізабет бреше, тому що Волтер — його викрадач — змушує її це робити. Потім Пітер змирився з тим, що ніколи не повернеться назад, а з часом або забув, що він з паралельного всесвіту, або повірив словам Волтера і Елізабет.
Одного разу після спроби Пітера втопитися Елізабет привезла його у Флориду, в Джексонвіль, де Волтер вивчав можливість переміщатися між всесвітами, трохи пізніше проводив випробування кортексіфана. Там Пітер вперше зустрівся з Олівією. Коли після несподіваного прояву здатності до пірокинезу, Олівія втекла, Пітер узяв її альбом з малюнками. Дивлячись на єдиний радісний в альбомі малюнок, де зображено поле з тюльпанами, Пітер зрозумів, що Олівія втекла саме туди, тому він вирвав малюнок і відправився її шукати. Там вони зустрілися і розговорилися. Олівія розповіла про вітчима, який її бив. Пітер спробував її заспокоїти, сказав, що потрібно змінювати своє життя. Хоч він і не довіряв Волтеру, але порадив дівчинці звернутися до нього. У цій розмові Пітер вперше назвав Елізабет мамою. Потім вони взялися за руки і повернулися назад.
Дитинство Пітера минуло у Кембриджі. Коли Волтера забрали до психіатричної клініки, його мати не могла платити за заставною, вони переїхали в Алстон.